# Droga wojewódzka 148
Die Droga wojewódzka 148 (DW 148) ist eine polnische Woiwodschaftsstraße, die innerhalb der Woiwodschaft Westpommern in Nord-Süd-Richtung verläuft. Auf einer Länge von 32 Kilometern verbindet sie Starogard (Stargordt) bei Resko (Regenwalde) mit den Städten Łobez (Labes) und Drawsko Pomorskie (Dramburg). Auf ihrer Gesamtstrecke durchzieht sie die Kreise Łobez und Drawsko Pomorskie und verbindet die DW 152 mit den Woiwodschaftsstraßen DW 147 und DW 151 (bei Łobez) sowie der Landesstraße DK 20 (ehemalige deutsche Reichsstraße 158) und den Woiwodschaftsstraßen DW 173 und DW 175 (bei Drawsko Pomorskie).
Zwischen Starogard und Łobez verläuft die DW 148 auf der Trasse der früheren deutschen Reichsstraße 161.

## Streckenverlauf
Woiwodschaft Westpommern:
Powiat Łobeski (Kreis Labes):
- Starogard (Stargordt)

(→ DW 152: Płoty (Plathe)-Resko (Regenwalde)↔Świdwin (Schivelbein)-Buślary (Buslar)/Połczyn-Zdrój (Bad Polzin))
X PKP-Linie 420: Wysoka Kamieńska (Wietstock) ↔ Worowo (Wurow) X
- Przemysław (Premslaff)
- Bełczna (Neukirchen)
- Poradz (Muhlendorf)
- Łobez (Labes)

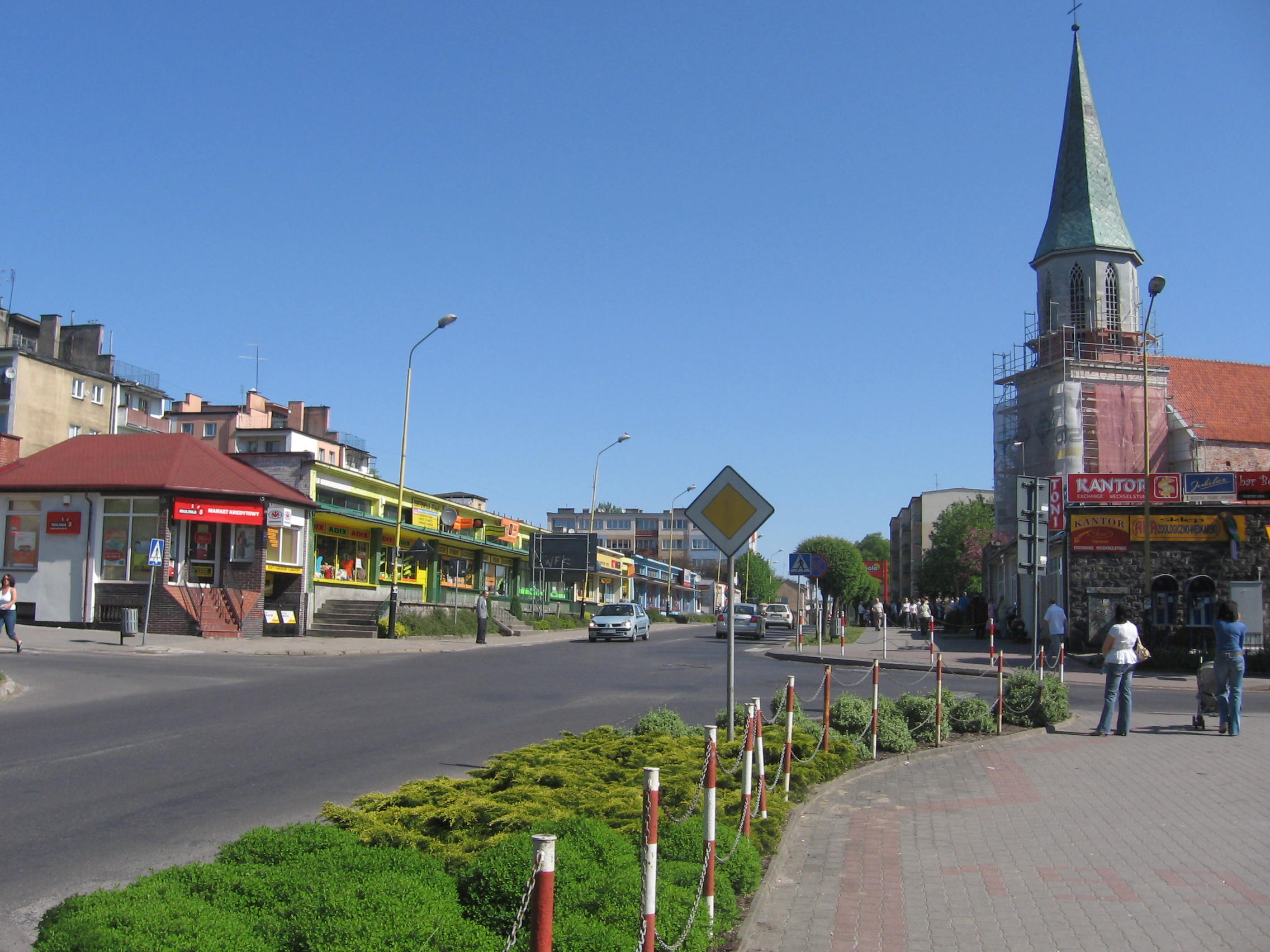
Straßenansicht mit Marienkirche in Łobez (Labes)

(→ DW 147: → Radowo Małe (Klein Raddow)-Wierzbięcin (Farbezin)/Nowogard (Naugard) und DW 151: Świdwin (Schivelbein) ↔ Węgorzyno (Wangerin)-Choszczno (Arnswalde)-Gorzów Wielkopolski (Landsberg a.d. Warthe))
~ Rega ~
X PKP-Linie 202: Stargard (Stargard in Pommern) ↔ Koszalin (Köslin) – Słupsk (Stolp) – Gdynia (Gdingen) X
- Zajezierze (Schönwalde)

Powiat Drawski (Kreis Dramburg):
- Zagozd (Neu Schönwalde)
- Gajewko (Eichforst)
- Drawsko Pomorskie (Dramburg)

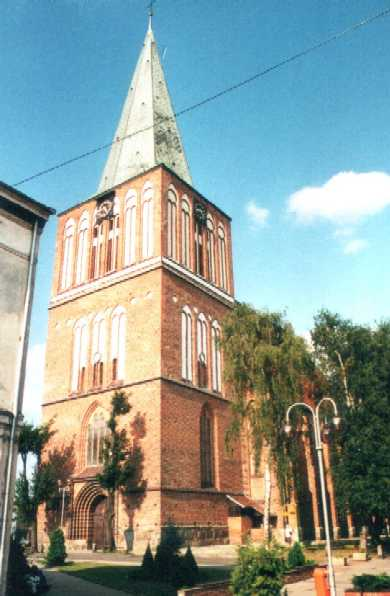
Die Pfarrkirche in Drawsko Pomorskie (Dramburg)

(→ DK 20: Stargard (Stargard in Pommern) – Węgorzyno (Wangerin) ↔ Szczecinek (Neustettin) – Bytów (Bütow) – Gdynia (Gdingen), DW 173: → Ostrowice (Wusterwitz) – Połczyn-Zdrój (Bad Polzin), und DW 175: → Kalisz Pomorski (Kallies) – Choszczno (Arnswalde))